# 경수유소년축구클럽
GS경수축구클럽 은 경기도 수원시에 위치한 유소년 축구 육성센터이다. 

## 같이 보기
- 우만초등학교
- 연무중학교
- 삼일중학교
- 삼일공업고등학교